# Liste des monuments les plus visités de Paris
 (novembre 2018).
Si vous disposez d'ouvrages ou d'articles de référence ou si vous connaissez des sites web de qualité traitant du thème abordé ici, merci de compléter l'article en donnant les références utiles à sa vérifiabilité et en les liant à la section « Notes et références ».
Les monuments de Paris les plus visités en 2016 sont :
| Monument                                                                    | Nombre d'entrées | Notes                             |
| --------------------------------------------------------------------------- | ---------------- | --------------------------------- |
| Cathédrale Notre-Dame*                                                      | 12 000 000       | Estimation                        |
| Basilique du Sacré-Cœur*                                                    | 10 000 000       | Estimation                        |
| Musée du Louvre                                                             | 7 039 000        |                                   |
| Tour Eiffel                                                                 | 5 934 000        |                                   |
| Centre national d'art et de culture Georges-Pompidou                        | 3 335 509        |                                   |
| Musée d'Orsay                                                               | 2 997 622        |                                   |
| Cité des sciences et de l'industrie                                         | 2 196 194        |                                   |
| Chapelle Notre-Dame-de-la-Médaille-Miraculeuse*                             | 2 000 000        | Estimation                        |
| Jardin des plantes (dont Muséum national d'histoire naturelle et Ménagerie) | 1 586 450        |                                   |
| Arc de Triomphe                                                             | 1 342 361        |                                   |
| Fondation d'entreprise Louis Vuitton                                        | 1 205 063        | Du 22 janvier 2016 au 5 mars 2017 |

* Entrée gratuite